# Scido
Scido è un comune italiano di 802 abitanti della città metropolitana di Reggio Calabria in Calabria.

## Geografia fisica
Posto nel cuore dell'Aspromonte, è delimitato dalle due fiumare Cresarini e Pietragrande, a 456 metri di altitudine ed esteso su una superficie di 17,53 km². Adagiato su un triangolo pianeggiante, con l'apice rivolto verso il nord, tra dense e vaste distese di ulivi secolari, è circondato da colline.

## Origini del nome
La provenienza del nome Scido non è molto chiara ma potrebbe derivare dall'antico nome di persona Ascidius.

## Storia
Le origini del borgo sono molto antiche e alcuni studiosi le fanno risalire al periodo della dominazione romana.

## Società

### Evoluzione demografica
Abitanti censiti

### Religione
La religione più diffusa è quella cattolica di rito romano. Il comune fa parte della diocesi di Oppido Mamertina-Palmi e del vicariato di Oppido Mamertina-Taurianova. Il territorio comunale attualmente appartiene ad un'unica parrocchia, quella intitolata ai Santi Biagio e Nicola. Sempre in ambito del cattolicesimo a Scido è presente l'istituto religioso femminile delle Salesiane Oblate del Sacro Cuore.

### Tradizioni e folclore
Le tradizioni di Scido sono soprattutto legate a festeggiamenti religiosi. La più importante di esse è la festa di San Biagio, celebrata il 3 febbraio con solenne processione della statua del santo per le vie del paese. L'elenco completo delle celebrazioni cattoliche che vengono svolte durante l'anno, nel territorio comunale, è il seguente:
- Festa di San Biagio, 3 febbraio;[7]
- festa di Maria Santissima della Catena, ultima domenica di agosto, nella frazione di Santa Giorgia.[7]

## Economia
L'economia di Scido è legata principalmente all'agricoltura ed all'artigianato locale e tra le maggiori produzioni ricordiamo le pipe intagliate a mano.

## Infrastrutture e trasporti
Il comune è interessato dalle seguenti direttrici stradali:
- di Bagnara Calabra e Bovalino

## Amministrazione
| Periodo          | Periodo          | Primo cittadino     | Partito                         | Carica                    | Note          |
| ---------------- | ---------------- | ------------------- | ------------------------------- | ------------------------- | ------------- |
| 14 agosto 1985   | 29 giugno 1990   | Fortunato Germanò   | PCI                             | Sindaco                   | [ 8 ]         |
| 29 giugno 1990   | 24 aprile 1995   | Fortunato Germanò   | PCI - PDS                       | Sindaco                   | [ 8 ]         |
| 24 aprile 1995   | 14 giugno 1999   | Fortunato Germanò   | Lista civica di centro-sinistra | Sindaco                   | [ 9 ]         |
| 14 giugno 1999   | 4 agosto 2003    | Agostino Mileto     | Lista civica                    | Sindaco                   | [ 10 ] [ 11 ] |
| 4 agosto 2003    | 4 settembre 2003 | Francesco Battaglia |                                 | Commissario prefettizio   | [ 12 ]        |
| 4 settembre 2003 | 14 giugno 2004   | Francesco Battaglia |                                 | Commissario straordinario | [ 13 ]        |
| 14 giugno 2004   | 8 giugno 2009    | Agostino Mileto     | Lista civica                    | Sindaco                   | [ 14 ]        |
| 8 giugno 2009    | 26 maggio 2014   | Giuseppe Zampogna   | Lista civica                    | Sindaco                   | [ 16 ]        |
| 26 maggio 2014   | 27 maggio 2019   | Giuseppe Zampogna   | Lista civica                    | Sindaco                   | [ 17 ]        |
| 27 maggio 2019   | in carica        | Giuseppe Zampogna   | Lista civica                    | Sindaco                   | [ 18 ]        |